# Gonomyia (Leiponeura) toala
Gonomyia (Leiponeura) toala is een tweevleugelige uit de familie steltmuggen (Limoniidae). De soort komt voor in het Oriëntaals gebied.